# زنان در پرو
زنان در پرو هم از نظر تعداد و هم حقوق قانونی در اقلیت هستند. اگرچه از نظر تاریخی تا حدودی با مردان برابری می‌کند، پس از تسخیر و استعمار اسپانیایی‌ها، فرهنگ در پرو کنونی به‌طور فزاینده ای مردسالارانه شد. فرهنگ مردسالارانه هنوز قابل توجه است. زنان حقوق کمتری نسبت به مردان دریافت می‌کنند، فرصت‌های شغلی و سیاسی کمتری دارند و در مواردی بدون عواقب مورد سوء استفاده قرار می‌گیرند. در دسترس بودن وسایل پیشگیری از بارداری برای تقاضا کافی نیست و بیش از یک سوم بارداری‌ها به سقط جنین ختم می‌شود. نرخ مرگ و میر مادران نیز از بالاترین میزان در آمریکای جنوبی است.
دولت پرو تلاش‌هایی را برای مبارزه با نرخ بالای مرگ و میر مادران و عدم حضور سیاسی زنان و همچنین خشونت علیه زنان آغاز کرده است. با این حال، تلاش‌ها هنوز به ثمر نرسیده‌است.

## تاریخ
تمدن آند به‌طور سنتی برای مردان و زنان تا حدودی برابری طلبانه است و زنان مجاز به ارث بردن دارایی از مادران خود هستند. پس از اینکه اسپانیایی‌ها امپراتوری اینکاها را فتح کردند، فرهنگ مردسالارانه تر شد. و جامعه حاصل به عنوان ماچیستا توصیف شده‌است.  
در طول انقلاب‌های جمهوری‌خواه در قرن‌های هجدهم و نوزدهم، مفهوم حوزه‌های مجزا (خصوصی در مقابل عمومی) به موضوعی قانونی در پرو تبدیل شد. تعیین یک تمایز واضح از مرزهای بین جرایم خصوصی و جرایم عمومی مهم شد زیرا فقط جرایم عمومی می‌توانست مستقیماً توسط دولت مورد تعقیب قرار گیرد. در این مدت، جرایم عمومی جرایمی بودند که بر دولت یا جامعه تأثیر می‌گذاشتند، در حالی که جرایم خصوصی فقط به فردی که مرتکب عمل می‌شد آسیب می‌رساند. اگرچه همه پرونده‌های مدنی خصوصی تلقی می‌شدند، برخی از جرایم خصوصی به‌طور بالقوه می‌توانند بر عموم تأثیر بگذارند. جرائمی مانند سرقت و وارد کردن صدمات شدید بدنی قبلاً فقط با خواست شاکی پیگیری می‌شد. با این حال، در اوایل جمهوری، این جنایات بر اساس دستور کار خود دادستان‌ها و قضات پیگیری می‌شد. در مقابل، با جرایمی مانند تهمت، تجاوز جنسی، یا هر چیز مرتبط با ناموس مانند گذشته برخورد می‌شد. قربانیان این جنایات نسبت به قربانیان دزدی و صدمات جسمی جدی باید کار بیشتری انجام دهند. این قربانیان برای رسیدگی به پرونده باید پرونده خود را گزارش می‌کردند و باید شکایت رسمی و همچنین شاهد ارائه می‌کردند. از این شاکیان انتظار می‌رفت که تصمیم بگیرند که آیا خود جرم یا گزارش جرم به دادگاه آسیب بیشتری به ناموس آنها وارد می‌کند یا خیر.
حتی اگر شرایطی وجود داشته باشد که در آن تجاوز یا اغوا به اندازه کافی جامعه را آشفته کند تا آن را به عنوان یک جرم عمومی تبدیل کند، دادن اختیار به دادستان برای طرح اتهام «آرامش و رازداری را که باید در حوزه داخلی وجود داشته باشد بر هم می‌زند». به همین دلیل، صدمات جسمی ناشی از «مجازات» وابستگی (خادمین، همسران، فرزندان) معمولاً «خصوصی» تلقی می‌شد، جرایم و حقوق مرتکبان وزن بیشتری نسبت به حمایت‌های قربانیان داشت. حتی در حالی که مقامات قضایی جمهوری‌خواه تلاش کردند تا خواسته‌های نظم عمومی و داخلی را متعادل کنند، آنها همچنان که با اصلاحات بوربن آغاز شده بود، به‌طور فزاینده ای مدعی صلاحیت قضایی در آن دسته از پرونده‌های مربوط به ازدواج، خانواده و شرافت جنسی می‌شوند، که در آن طرف‌های آسیب دیده این کار را انجام دادند. اتهامات مطبوعاتی قبلاً، چنین مواردی عمدتاً در صلاحیت قضایی کلیسا بود.
در طول این ایالت جمهوری‌خواه، مردانی که در حوزه عمومی مشارکت داشتند یا متأهل بودند که بین ۲۱ تا ۲۵ سال داشتند، دارای اموال بودند، حرفه‌ای مستقل داشتند یا مالیات پرداخت می‌کردند و «وضعیت شهروندی» خطاب می‌شدند. این وضعیت به آنها امکان داد تا به راحتی از آزادی‌های مدنی خود محافظت کنند. از سوی دیگر، زنان از مزایای مشابهی برخوردار نبودند زیرا نقش آنها محدود به حوزه خصوصی بود. کار به‌طور سنتی توسط زنان (خیاطی، پخت و پز، فرزندپروری و غیره) بی‌ارزش شد، زیرا دیگر به عنوان یک مشارکت عمومی شناخته نمی‌شد، بلکه فقط بخشی از سیستم خصوصی (پدرسالارانه) در پرو بود. از نظر قانونی، زنان از حمایت‌های کمی برخوردار بودند، زیرا وظیفه شوهر یا پدرشان محافظت از آنها تلقی می‌شد.
از نظر قانونی، زنان تحت حمایت سیستم جدید نبودند. در نتیجه با سختی‌های زیادی مواجه شدند. به عنوان مثال، آزار خانگی یک مشکل مداوم بود، عمدتاً به این دلیل که آزار و تجاوز جنسی به عنوان «جرایم خصوصی» در نظر گرفته می‌شد. دولت این اعمال شنیع را به این ترتیب طبقه‌بندی کرد زیرا آنها نمی‌خواستند جامعه مردسالار را مختل کنند.
زنان عمدتاً با صورت جنسی و توانایی‌های خدمت در خانه تعریف می‌شدند. مخصوصاً زنان فقیر برای انطباق با نگاه «مادر جمهوری‌خواه» مشکل داشتند و نمی‌توانستند حقوق یا وظایف خود را به‌عنوان مادری ادعا کنند. علاوه بر این، اگر آنها به جرمی محکوم می‌شدند، «غیرطبیعی» تلقی می‌شدند و اغلب از آزادی زودهنگام از زندان جلوگیری می‌کردند. اگرچه زنانی مانند ماریا تولدو و خوانا پیا به دلیل رفتار خوب و به دلیل اینکه تنها حامی فرزندان خود بودند، برای آزادی زودهنگام مبارزه کردند، اما دادستان استدلال کرد که این زنان تأثیر منفی بر فرزندانشان خواهند گذاشت. در مقابل، مردان به عنوان تأمین کننده سختکوش خانواده دیده می‌شدند و از مزایای بیشتری نسبت به زنان برخوردار بودند. به عنوان مثال، چند ماه قبل از رد دادخواست تولدو، مجازات «مردی» کاهش یافت، زیرا همسرش در درخواست تجدیدنظر اعلام کرده بود که او تنها تأمین کننده خانواده اش است. این نظام زن ستیز برای چندین دهه حاکم بود.
در ۱۷ ژوئن ۱۹۵۶، زنان پرو پس از سال ها مبارزه توسط زنانی مانند ماریا ژسوس آلوارادو، آدلا مونتهسینوس، زویلا آرورا کاسرس، الویرا گارسیا و گارسیا، و ماگدا پورتال، برای اولین بار در انتخابات عمومی رای دادند. پرو آخرین کشور در آمریکای لاتین بود که به‌طور کامل از حقوق زنان برخوردار شد.
در جریان درگیری‌های داخلی در پرو که در دهه ۱۹۸۰ آغاز شد، برخی از خانواده‌ها مادرسالار شدند و تقریباً ۷۸ درصد از خانواده‌های مهاجر توسط زنان سرپرستی می‌شدند. در حلبی آبادها، زنان سوپ‌پزخانه‌هایی (کمدور) تأسیس می‌کردند و با هم کار می‌کردند تا اطمینان حاصل کنند که خانواده‌هایشان غذای کافی برای خوردن دریافت می‌کردند.  

## آموزش

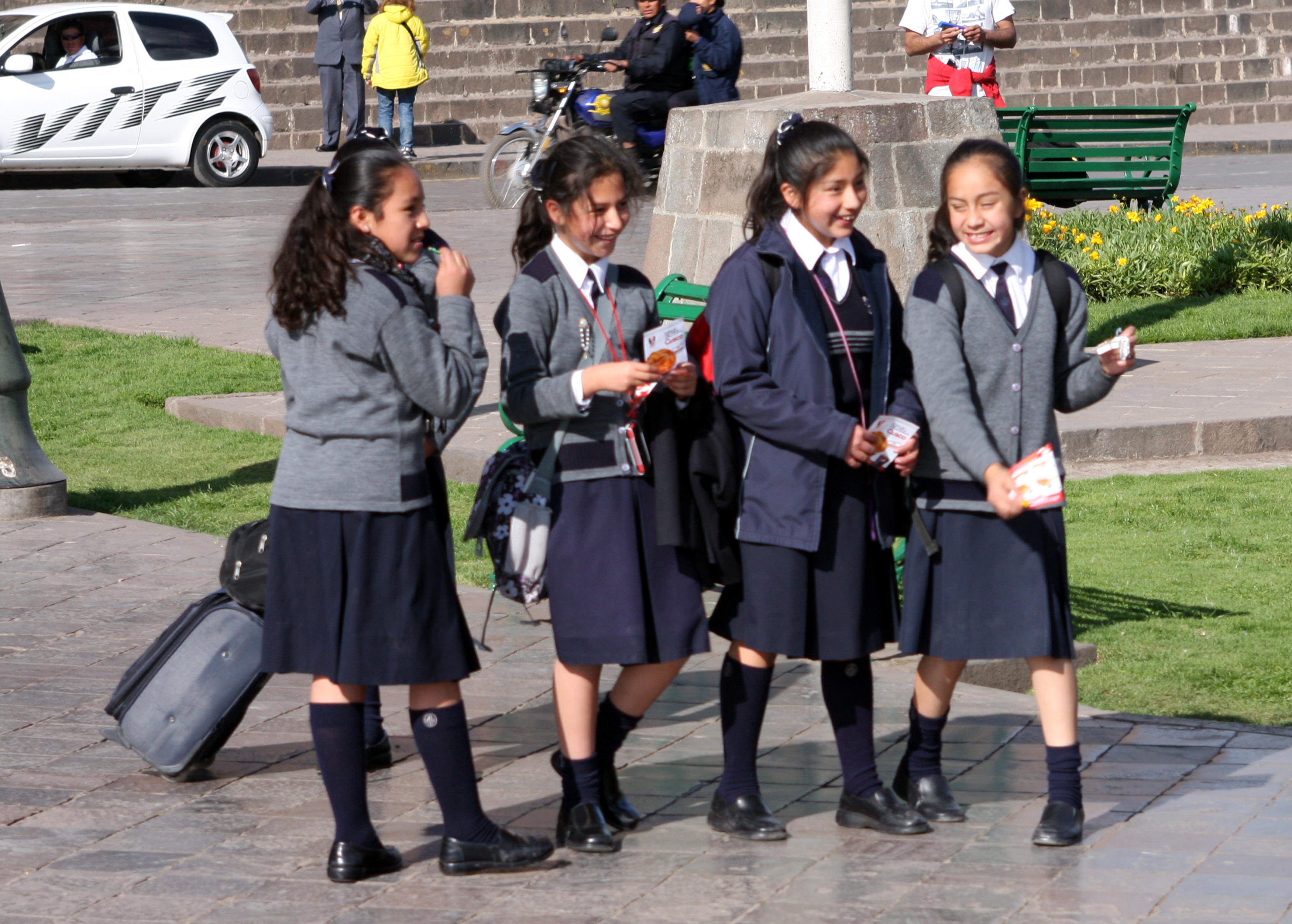
زنان در پرو

سواد زنان در پرو کمتر از سواد مردان است: طبق برآوردهای سال ۲۰۱۶، تنها ۹۴٫۳ درصد از زنان (۱۵ و بالاتر) در مقایسه با ۹۷٫۲ درصد از مردان باسواد هستند.
زنان بومی پرو کمتر از مردان سفر می‌کنند. به این ترتیب، آنها تمایل به تسلط کمتری به اسپانیایی، زبان ملی پرو دارند که این ممکن است منجر به مشکلاتی شود که آنها باید با افراد خارجی که اغلب به زبان بومی صحبت نمی‌کنند صحبت کنند.  اگرچه نرخ بی سوادی زنان بیشتر از مردان است، اما تعداد فزاینده ای از زنان تحصیلات عالی دریافت می‌کنند. 